# Hotel Imperial (pel·lícula de 1927)
Hotel Imperial és una pel·lícula muda de guerra dramàtica estatunidenca del 1927 dirigida per Mauritz Stiller i estrenada per Paramount Pictures. La pel·lícula està ambientada a Àustria-Hongria durant la Primera Guerra Mundial i protagonitzada per Pola Negri com a cambrera d'un hotel. Es basa en l'obra de teatre hongaresa Szinmü négy felvon del 1917 de Lajos Bíró.

## Argument
L'oficial Paul Almasy (Hall) està separat de la seva unitat darrere de les línies enemigues i s'amaga a l'Hotel Imperial, on la cambrera Anna (Negri) el disfressa de cambrer. Les tropes invasores russes fan de l'hotel el seu quarter general. Paul després mata l'espia rus Petroff i Anna organitza l'habitació per representar la mort com un suïcidi. Més tard, quan els russos acusen Paul de l'assassinat, l'Anna proporciona una coartada dient que Paul estava amb ella a la seva habitació i, mentre ho feia, trenca la roba fina que li ha proporcionat el general Juschkiewitsch (Siegmann). Més tard ajuda a Paul a eludir els russos i a sortir de l'hotel perquè pugui tornar a unir-se a la seva unitat. Després que les tropes austríaques recuperen la ciutat, els amants es reuneixen i es reconeix la seva valentia.

## Repartiment
- Pola Negri - Anna Sedlak
- James Hall - Tinent Paul Almasy
- George Siegmann - General Juschkiewitsch
- Max Davidson - Elias Butterman
- Michael Vavitch - Tabakowitsch
- Otto Fries - Anton Klinak
- Nicholas Soussanin - Baró Fredrikson
- Golden Wadhams - Major General Sultanov
- George Berrell - Ancià amb pèl blanc
- Josef Swickard - Genreal austríac (sense acreditar)
- Carl von Haartman - soldat rus (sense acreditar)

## Producció
La pel·lícula utilitzava el mateix decorat exterior de la plaça de la ciutat de la pel·lícula de Negri The Spanish Dancer (1923).

## Comentari
En una sortida dels papers anteriors de vampiresa, i Negri representa Ann com a tensa i inquieta, experimentant l'ansietat dels no combatents en temps de guerra, una dona envoltada d'homes de l'exèrcit estranger a l'hotel. Observa amb atenció i, quan veu la necessitat, pren mesures decisives per evitar l'agressió sexual i salvar el seu amant i, indirectament, la seva nació.

## Conservació
Hotel Imperial és una de les poques pel·lícules de Paramount de Negri que ha sobreviscut i es conserva en diversos arxius de pel·lícules.